# Iris Marion Young
Iris Marion Young (Nueva York, 2 de enero de 1949- Chicago, 1 de agosto de 2006) fue una filósofa política y feminista que centró sus trabajos en el área de la filosofía política, la naturaleza de la justicia y las diferencias sociales. Fue profesora de Ciencias Políticas en la Universidad de Chicago y estuvo afiliada al Centro de Estudios de Género y al programa de Derechos Humanos de dicha universidad. Sus investigaciones cubren los campos de la teoría política contemporánea, la teoría social feminista y el análisis normativo de las políticas públicas. Ella creía en la importancia del activismo político y alentó a sus estudiantes a involucrarse en sus comunidades.

## Biografía
Iris Marion Young nació en la ciudad de Nueva York, estudió filosofía y se graduó con honores del Queens College. Obtuvo una maestría y un doctorado en filosofía por la Universidad Estatal de Pensilvania en 1974.
Cuando Young tenía 11 años fue llevada junto con su hermano y su hermana a una casa de acogida debido a que su madre fue acusada de negligencia infantil. El padre de Young había muerto de un tumor cerebral y su madre se hundió en una depresión, a pesar de que su madre hablaba tres idiomas y tenía una maestría y estaba pasando por una pérdida terrible, el sistema resolvió que Young y sus hermanos no podían vivir con su madre y fueron enviados a vivir con familias adoptivas, la base para esta decisión fue que la mamá tenía la casa sucia. Iris Young cuenta que no vivían en la pobreza y que tampoco estaban descuidados solo había desorden en la casa y que su madre fue juzgada injustamente no a partir de sus habilidades y sin tomar en cuenta las razones por las que se encontraba deprimida sino solo por sus labores domésticas. La filósofa narra este episodio de su vida en el ensayo House and Home: Feminist Variations on a Theme (2005) y lo relaciona con la opresión que sufren las mujeres al ser confinadas al rol de amas de casa únicamente. Désirée Lim además considera que esta situación marcó la vida de Young de tal forma que muchos de sus trabajos sobre injusticia estructural, teoría feminista social y política de la diferencia están directamente relacionados con este acontecimiento de su infancia.
Después de luchar por 18 meses contra un cáncer de esófago Young falleció en su casa en el vecindario de Hyde Park en Chicago el 1 de agosto de 2006 a los 57 años de edad.

## Carrera
Antes de llegar a la Universidad de Chicago, enseñó teoría política durante nueve años en la Escuela de Graduados de Asuntos Públicos e Internacionales de la Universidad de Pittsburgh, también enseñó filosofía en varias instituciones, incluido el Instituto Politécnico de Worcester y la Universidad de Miami. Durante el período de verano de 1995, Young fue profesora invitada de filosofía en la Universidad Johann Wolfgang Goethe en Frankfurt, Alemania. Young realizó estancias en varias universidades e institutos de todo el mundo, incluido el Instituto de Estudios Avanzados en Princeton, Nueva Jersey, el Instituto de Ciencias Humanas en Viena, la Universidad Nacional de Australia, la Universidad de Canterbury en Nueva Zelanda y el Consejo de Investigación en Ciencias Humanas de Sudáfrica.
Sus escritos han sido traducidos en varios idiomas, incluyendo el alemán, italiano, portugués, español, francés, sueco y croata. Dio numerosas conferencias en Norteamérica, Europa, Australia y Sudáfrica.

## Contribuciones filosóficas
Los intereses de Iris Marion Young fueron diversos y amplios, entre ellos se incluyen las teorías contemporáneas de la justicia; democracia y diferencia; teoría política feminista; teoría política continental que comprende a Michel Foucault y Jürgen Habermas; ética y asuntos internacionales; género, raza y políticas públicas.

### Grupos sociales y política de la diferencia
En el centro de la filosofía de Young se encuentra el argumento de que los conceptos de justicia no se limitan al mérito individual. En cambio, el reconocimiento de los grupos sociales es esencial para corregir las desigualdades estructurales. Debido a que las reglas sociales, las leyes y las rutinas institucionales que restringen a ciertas personas las restringen como grupo, y debido a que nuestra conciencia de la injusticia compara casi universalmente clases de personas en lugar de individuos directamente, nuestras evaluaciones de la desigualdad y la injusticia deben reconocer la prominencia de los grupos sociales como constituyente de una teoría completa de la justicia.
El reconocimiento de Young de los grupos sociales la impulsó a abogar por una "política de la diferencia" posliberal, en la que el trato igualitario de los individuos no anula la reparación de la opresión basada en el grupo. Young contrastó su enfoque con los filósofos políticos liberales contemporáneos como John Rawls y Ronald Dworkin, quienes, según ella, combinan la equivalencia moral de las personas con reglas de procedimiento que tratan a todas las personas por igual.

### Las cinco caras de la opresión
Entre las ideas de Iris Marion Young más ampliamente difundidas está su modelo de las "cinco caras de la opresión", publicado por primera vez en Justice and the Politics of Difference (1990), en el que presentó un enfoque relacional de la cuestión de la justicia, basado en la teoría de que la opresión es una condición de grupos. Sintetizando críticas feministas, queer, postestructuralistas y poscoloniales del marxismo clásico, Young argumentó que al menos cinco tipos distintos de opresión no podían colapsarse en causas más fundamentales y, además, no podían reducirse a dimensiones de justicia distributiva. Sus "cinco caras" son:
- Explotación
- Marginación
- Carencia de poder
- Imperialismo cultural
- Violencia

### Fenomenología encarnada
Uno de los ensayos más conocidos de Young es Throwing Like a Girl: A Phenomenology of Feminine Body Comportment Motility and Spatiality, publicado por primera vez en Human Studies (1980). En él, explora las diferencias en el movimiento corporal femenino y masculino en el contexto de una perspectiva fenomenológica encarnada y de género basada en ideas de Simone de Beauvoir y Maurice Merleau-Ponty. Ella habla de cómo las niñas son socializadas y condicionadas para restringir el movimiento de su cuerpo y pensar en sus cuerpos como frágiles, lo que luego repercute en su confianza en el cumplimiento de tareas y metas más adelante en la vida. El ensayo también sirve como crítica y extensión de las ideas de "inmanencia" y "trascendencia" de Simone de Beauvoir.

### Injusticia estructural
Una de las contribuciones de Iris Marion Young, de particular importancia para la filosofía moral y política, la ética global y la justicia global son los conceptos de injusticia estructural y su enfoque asociado a la responsabilidad: el modelo de conexión social. En una idea desarrollada extensamente en Responsibility for Justice, una colección de la obra de Young publicada después de su muerte, así como en varios otros escritos, Young sostiene que la injusticia estructural (social) "existe cuando los procesos sociales ponen a grandes categorías de personas bajo una amenaza sistemática de dominación o privación de los medios para desarrollar y ejercer sus capacidades, al mismo tiempo que estos procesos permiten que otros dominen o tengan una amplia gama de oportunidades para desarrollar y ejercer sus capacidades ". Debido a que la mayoría de nosotros estamos implicados en algún nivel en la contribución a la injusticia estructural, esto también da lugar a lo que Young llama un modelo de responsabilidad de conexión social. En este modelo, debemos preguntarnos cómo deben pensarse los agentes y las instituciones en relación con la injusticia estructural. Esto contrasta marcadamente con el modelo de responsabilidad llamado "responsabilidad por daño", que se centra más en encontrar la culpa o el fallo por un daño en particular. Según Young, la razón principal por la que el modelo de responsabilidad no aborda la injusticia estructural es que las estructuras son producidas y reproducidas por un gran número de personas que actúan dentro de las normas, reglas y prácticas aceptadas, por lo que el daño no siempre puede remontarse a las acciones o motivaciones de individuos particulares. El modelo de conexión social, por el contrario, es progresista y sugiere que todos aquellos que contribuyen a través de sus acciones a los procesos estructurales que resultan en injusticia tienen la responsabilidad (política) de remediar esa injusticia. En esto, se aparta y contrasta su planteamiento de otros filósofos políticos como John Rawls y David Miller así como el enfoque en criterios distributivos y estatistas de la justicia, y se inspira mucho en el trabajo de Hannah Arendt.
Young aplicó su modelo de responsabilidad a una amplia gama de escenarios del mundo real, pero quizás la mayoría a la justicia laboral global. Por ejemplo, en relación con las condiciones injustas de la explotación laboral, y la responsabilidad política de los consumidores en los países de altos ingresos para remediarlo. El modelo de conexión social tiene cinco características principales: (1) No es aislante (a diferencia del modelo de responsabilidad tradicional que busca definir actores responsables específicos), (2) Juzga las condiciones de fondo que otros modelos encontrarían normales o aceptables, (3) Mira hacia el futuro, no hacia atrás, (4) Es un modelo de responsabilidades compartidas, y (5) Sólo puede ser cumplido a través de la acción colectiva (por ejemplo, a través de la participación de la comunidad en lugar de la acción personal).

## Homenajes póstumos
En reconocimiento a su trabajo con el Centro de Estudios de Género de la Universidad de Chicago, la distinguida serie de conferencias para profesores del Centro pasó a llamarse en su honor en noviembre de 2006. Además, el Programa de Estudios de Género, Sexualidad y Mujeres de la Universidad de Pittsburgh, en colaboración con la Escuela de Graduados de Asuntos Públicos e Internacionales de la Universidad de Pittsburgh, creó el Premio Iris Marion Young al Compromiso Político en 2008 para honrar la memoria de Young y reconocer a los miembros de la facultad / personal, graduados y no graduados de la Universidad que impactan en la comunidad.
Young también fue honrada en la Penn State University a través de una serie de obsequios que crearon el premio Iris Marion Young Diversity Scholar Award como parte de la asociación Feminist Ethics and Social Theory's y el Rock Ethics Institute's Philosophy in an Inclusive Key Summer Institute. Este Instituto está diseñado para alentar a los estudiantes de pregrado de grupos subrepresentados a considerar estudios futuros en el campo de la filosofía. Los estudiantes que forman parte de este instituto de verano reciben el premio Iris Marion Young Diversity Award y sus estudios durante el instituto incluyen un acercamiento al trabajo de la filósofa.
En 2009, Oxford University Press publicó un volumen editado dedicado a la filosofía de Young titulado Dancing with Iris: The Philosophy of Iris Marion Young.
La Asociación Estadounidense de Ciencias Políticas otorga el Premio Okin-Young en Teoría Política Feminista, nombrado en honor a Young y Susan Moller Okin.

## Obras

### Libros traducidos al español
- Young, Iris Marion (2000). La justicia y la política de la diferencia. Trad. Álvarez Medina, Silvina. España: Ediciones Cátedra. ISBN 978-84-376-1826-5.
- Young, Iris Marion (2011). Responsabilidad por la justicia. Trad. Mimiaga Bremón, Cristina. España: Ediciones Morata. ISBN 978-84-7112-658-0.
- Young, Iris Marion (2017). Desafíos globales. Trad. Pardías, Juan Pablo. España: Editorial Prometeo. ISBN 978-987-574-818-7.

### Libros
- Young, Iris Marion; Allen, Jeffner (1989). The thinking muse: feminism and modern French philosophy. Bloomington: Indiana University Press. ISBN 9780253205025.
- Young, Iris (1990). Justice and the politics of difference. Princeton, New Jersey: Princeton University Press. ISBN 9780691023151.
- Young, Iris (1997). Intersecting voices: dilemmas of gender, political philosophy, and policy. Princeton, New Jersey: Princeton University Press. ISBN 9780691012001.
- Young, Iris Marion; DiQuinzio, Patrice (1997). Feminist ethics and social policy. Bloomington: Indiana University Press. ISBN 9780585025438.
- Young, Iris Marion; Jaggar, Alison (2000). A companion to feminist philosophy. Malden, Massachusetts: Blackwell. ISBN 9780631227649.
- Young, Iris (2000). Inclusion and democracy. Oxford New York: Oxford University Press. ISBN 9780198297550.
- Young, Iris (2002) [1990]. Throwing like a girl and other essays in feminist philosophy and social theory. Ann Arbor, Michigan: UMI Books on Demand. ISBN 9780608050478.
- Young, Iris Marion; Macedo, Stephen (2003). Child, family, and state. New York: New York University Press. ISBN 9780814756829. (Conference proceedings)
- Young, Iris (2007). Global challenges: war, self determination and responsibility for justice. Cambridge Malden, Massachusetts: Polity. ISBN 9780745638355.
- Young, Iris Marion; Shanley, Mary Lyndon; O'Neill, Daniel (2008). Illusion of consent engaging with Carole Pateman. University Park, Pennsylvania: Pennsylvania State University Press. ISBN 9780271035918.
- Young, Iris (2011). Responsibility for justice. Oxford New York: Oxford University Press. ISBN 9780199970957.
- Young, Iris Marion; Levy, Jacob (2011). Colonialism and its legacies. Lanham, Maryland: Lexington Books. ISBN 9780739142943.

### Capítulos en libros
- Young, Iris Marion (1995), "Gender as seriality: thinking about women as a social collective", in Brenner, Johanna; Laslett, Barbara; Arat, Yasmin (eds.), Rethinking the political: women, resistance, and the state, Chicago: University of Chicago Press, pp. 99–124, ISBN 9780226073996.

- Young, Iris Marion (2001), "Pushing for inclusion: Justice and the politics of difference", in Terchek, Ronald J.; Conte, Thomas C. (eds.), Theories of democracy: a reader, Lanham, Maryland: Rowman & Littlefield Publishers, pp. 268–278, ISBN 9780847697250.

- Young, Iris Marion (2005), "Five faces of oppression", in Cudd, Ann E.; Andreasen, Robin O. (eds.), Feminist theory: a philosophical anthology, Oxford, UK Malden, Massachusetts: Blackwell Publishing, pp. 91–104, ISBN 9781405116619.

- Young, Iris Marion (2005), "The logic of masculinist protection: reflections on the current security state", in Friedman, Marilyn (ed.), Women and citizenship, Studies in Feminist Philosophy, Oxford New York: Oxford University Press, pp. 15–34, ISBN 9780195175356.

- Young, Iris Marion (2006), "The complexities of coalition", in Burns, Lynda (ed.), Feminist alliances, Amsterdam New York: Rodopi, pp. 11–18, ISBN 9789042017283.

### Artículos
- Young, Iris Marion (1980). "Throwing Like a Girl: A Phenomenology of Feminine Body Comportment Motility and Spatiality". Human Studies 3 (2): 137-156. JSTOR 20008753.

- Young, Iris Marion (1985). "Humanism, gynocentrism and feminist politics". Women's Studies International Forum. 8 (3): 173–183. doi:10.1016/0277-5395(85)90040-8.

- Young, Iris Marion (January 1989). "Polity and Group Difference: A Critique of the Ideal of Universal Citizenship". Ethics. 99 (2): 250–274. doi:10.1086/293065. JSTOR 2381434. S2CID 54215809.

- Young, Iris Marion (Spring 1994). "Gender as Seriality: Thinking about Women as a Social Collective." Signs: Journal of Women in Culture and Society. University of Chicago Press. 19 (3): 713-738.[1]

- Young, Iris Marion (1997). "On the politization of the social in recent western political theory". Filozofski vestnik. 18 (2): 153–176. OCLC 438842134.